# 베식타시

베식타시의 위치

베식타시(튀르키예어: Beşiktaş)는 터키 이스탄불의 지역 중 하나이다. 이스탄불에서 유럽 측에 있으며, 보스포러스 해협에 면한다. 중심 지역인 베식타시는 비잔틴 제국 시대부터 항구 도시로 현재도 보스포러스 해협을 횡단하는 여객선 터미널이다. 오스만 제국 시대에 이 마을에 해군 부두가 설치되고, 다수의 역사적 건축물이 건설되었다. 그 중에서도 가장 유명한 건물은 16세기의 해군 사령관 바르바로스 하이렛딘 파샤의 무덤이다. 페리 터미널 옆에는 해군 박물관이 있다.